# 스타플레이스이엔티
2005년 국내 최초의 비보이 퍼포먼스 "비보이를 사랑한 발레리나" 의 기획마케팅을 총괄한 공연기획자이자 가수들의 음원과 콘서트제작을 해온 프로듀서, 연예기획자로 활동해온 방현승 대표에 의해 2017년 8월 스타플레이스이엔티라는 회사명으로 설립되었다.
주요 사업은 연예인 매니지먼트, 뉴미디어컨텐츠제작, 공연제작, 신인 발굴, 부가컨텐츠 사업 등이다. 초기에는 연예 매니지먼트 및 음반사업을 주력으로 하였으며, 영상제작 및 콘텐츠 사업으로 범위를 넓히고 있다.
임용수, 민서준, 윤영석, 안갑성, 김민주, 김다온 등 다양한 분야의 아티스트들이 소속되어 있으며 산하 뮤직 레이블 스펠라운지 뮤직을 통해 전근화(WEEKY1), 안솔희, 미도 등이 활동하고 있다.
2021년 인도네시아에서 활동하는 100만 유튜버 한유라 Han Yoo Ra [Little and biG] 가 스타플레이스이엔티의 새로운 아티스트로 영입되었다.
2021년 배우 매니지먼트사인 후이엔이와 전략적 M.O.U를 체결하고 소속배우 매니지먼트, MCN사업, 콘텐츠 제작사업, 교육사업 등에서 협력하고 있다.

## 설립이념
- 스타플레이스는 대중문화예술인들이 상생하며 어울리는 좋은 장소, 좋은 공간에서 글로벌 컨텐츠를 만들자는 이념으로 설립되었다. 별들의 성지로 만들자는 의지도 내포되어있다.

## 소속연예인
| 소속연예인                             | 분야   | 직업                   | 소속현황 |
| -------------------------------------- | ------ | ---------------------- | -------- |
| 임용수                                 | 스포츠 | 스포츠캐스터, 방송인   | -        |
| 김다온                                 | 방송   | 아나운서, 개그우먼     | 계약종료 |
| 한유라                                 | 방송   | 방송인, 크리에이터     | 계약종료 |
| 민서준                                 | 공연   | 연기자, 연극배우       | -        |
| 윤영석                                 | 공연   | 뮤지컬 배우, 연극 배우 | 계약종료 |
| 안갑성                                 | 공연   | 공연예술가, 성악가     | -        |
| 김민주 보관됨 2021-09-29 - 웨이백 머신 | 공연   | 뮤지컬배우             | -        |
| 장원령                                 | 공연   | 뮤지컬배우             | 계약종료 |
| 전근화                                 | 음반   | 가수                   | 계약종료 |
| 안솔희                                 | 음반   | 가수                   | 계약종료 |
| 미도                                   | 음반   | 가수                   | 계약종료 |

## 스포츠컨텐츠 제작
임용수의 토크백
잇따TV
굿사이트tv
로드투베이스볼

## K-POP 컨텐츠제작
연남로51

## 스타플레이스 스튜디오 서비스
스타플레이스연습실
카페스타플레이스 

## SNS 및 외부 링크
스타플레이스이엔티 홈페이지 보관됨 2021-09-29 - 웨이백 머신
스타플레이스이엔티 인스타그램
스타플레이스이엔티 페이스북
스타플레이스이엔티 블로그
스타플레이스이엔티 유투브
스타플레이스 스튜디오 (starful studio) 블로그
스타플레이스 스튜디오 (starful studio) 인스타그램